# Gamla Rådhuset

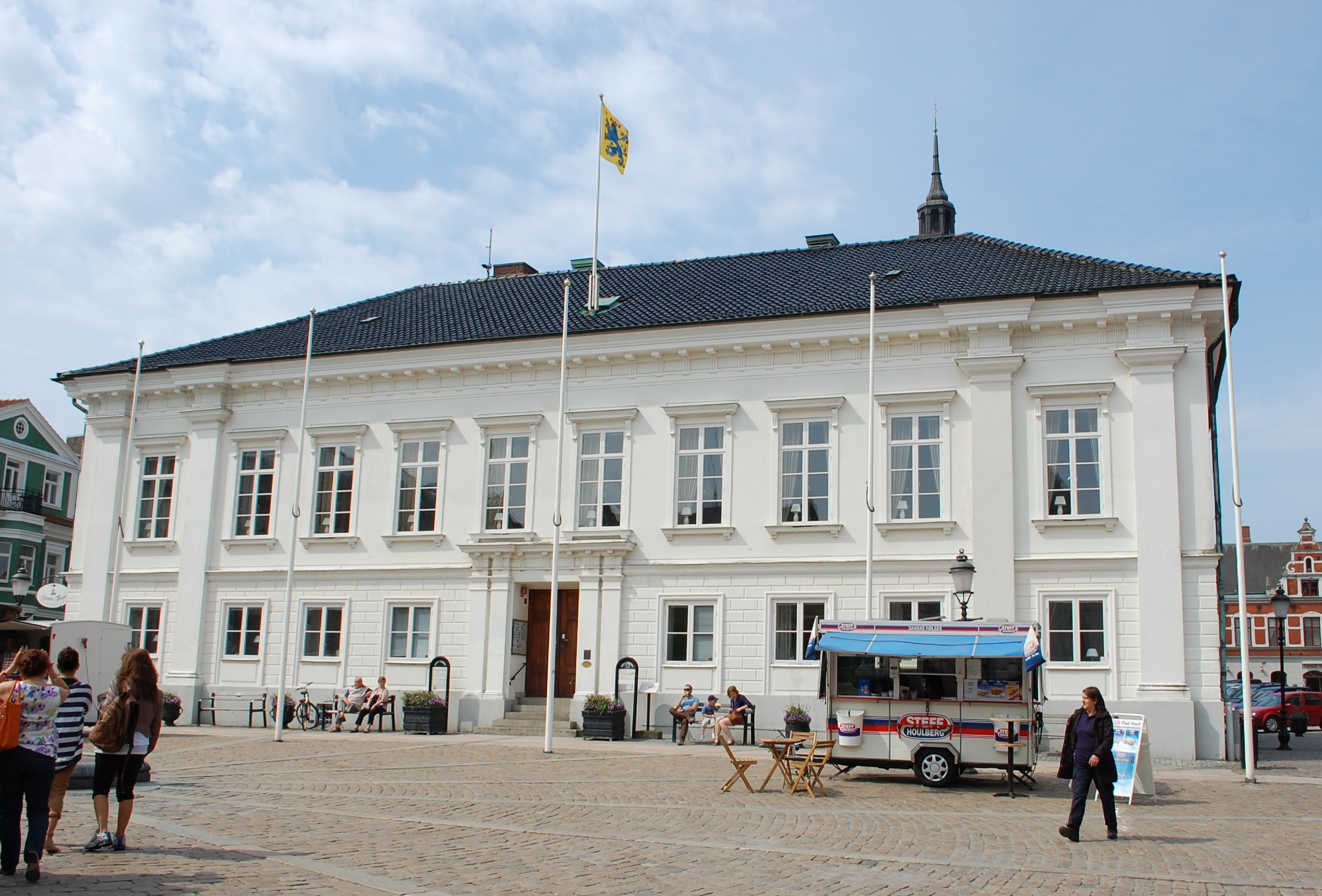
Gamla Rådhuset in Ystad

Gamla Rådhuset (deutsch: Altes Rathaus) ist das historische Rathaus der schwedischen Stadt Ystad.
Das Rathaus befindet sich am Stortorget im Zentrum der Ystader Altstadt. Unmittelbar westlich des Rathauses befindet sich die Sankt-Marien-Kirche.
Das Gebäude geht bis auf das 15. Jahrhundert zurück. Aus dieser Zeit stammt der Rathauskeller, in dem ein Restaurant untergebracht ist. Die heutige Gestaltung des Hauses erfolgte im Jahr 1840. Seit 1968 steht das Rathaus als Byggnadsminne unter Denkmalschutz.
Vor dem Rathaus steht die Brunnenskulptur 'Bäckahästen' (dt. etwa 'Das Bachpferd'), welche vom Künstler Oskar Antonsson 1928 geschaffen wurde. Nach einer Sage versuchte dieses 'Wasserwesen' Reiter aufzunehmen und diese dann im Wasser (Bach) zu ertränken.